# ストリームライン (水泳)
ストリームラインは人が浮きやすい姿勢にプラスして、泳ぐために水の抵抗を出来るだけ減らして流線型をイメージした姿勢の事。
クロールに限らず、泳ぎの基本姿勢と言える。

## 姿勢
両腕を耳の後ろにつけるようにして伸ばし、両手を重ね合わせる。
腰、膝を曲げず、両脚から手まで一本の鉛筆になったように伸ばす。
足首も伸ばし気味にし、両脚は軽く閉じて揃える。